# Mykenische Palastamphora mit Kraken (NAMA 6725)

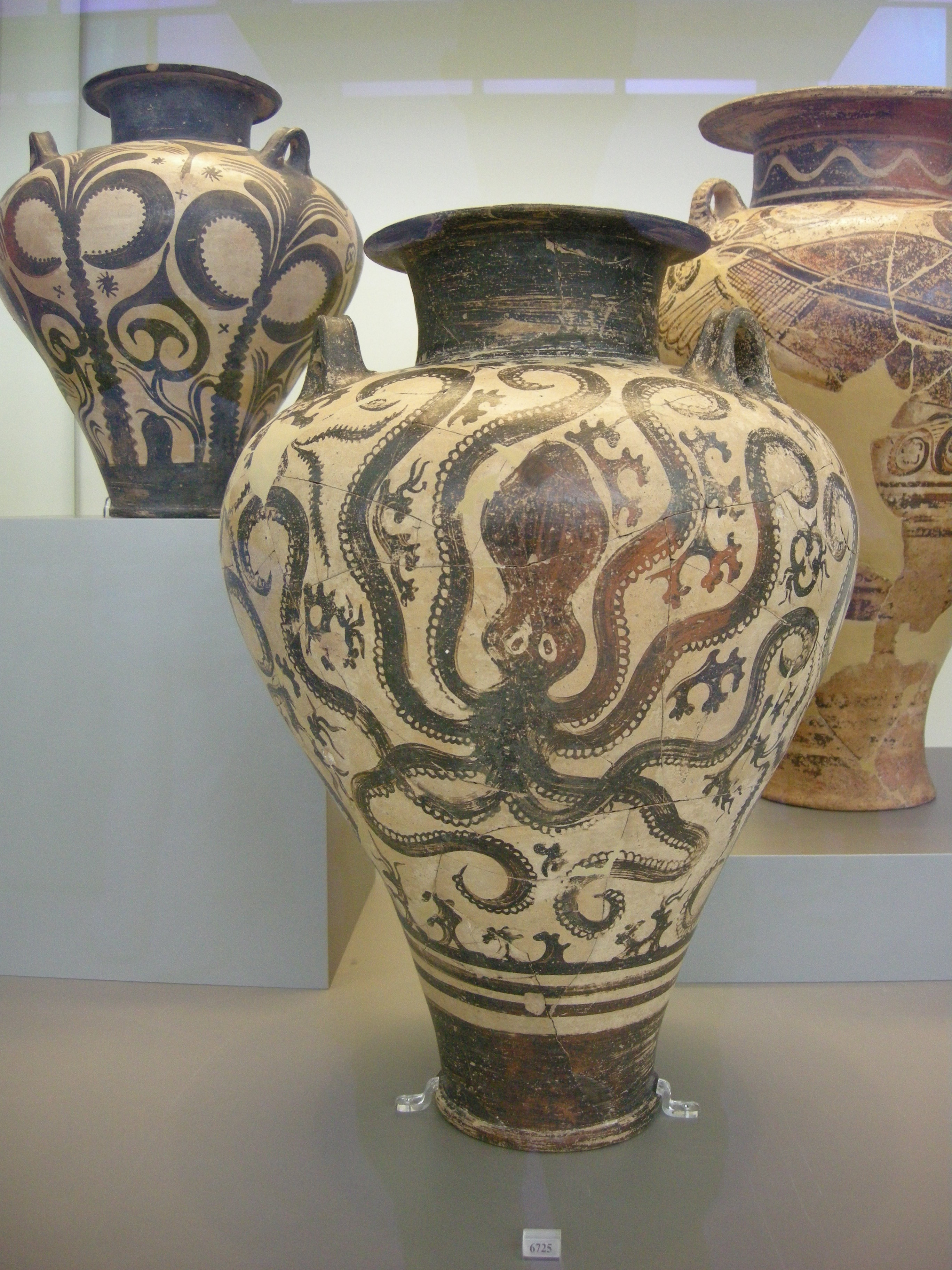

Die Mykenische Vase mit Meeresgrundszene im Archäologischen Nationalmuseum Athen (NAMA) mit der Inventarnummer Π 6725 wird ins 15. Jahrhundert v. Chr. datiert. Sie wurde im zweiten Grab im mykenischen Gräberfeld Prosymna nahe Argos gefunden.
Es handelt sich um eine dreihenklige Amphore, die zu den sogenannten Palastamphoren gehört, welche auf dem griechischen Festland im Späthelladikum II A (ca. erste Hälfte 15. Jahrhundert) aufkamen und von den minoischen Palastamphoren stark beeinflusst sind. Sie ist mit einer Szene aus dem Meeresgrund dekoriert, mit Felsen, Algen und drei großen Kraken, deren lange Arme die ganze Vase umwinden. Das Werk wird einem mykenischen Vasenmaler zugeordnet, der ganz in der Tradition der kretischen, minoischen Vasenmalerei arbeitet. 